# Otavaloa angotero
Otavaloa angotero is een spinnensoort uit de familie trilspinnen (Pholcidae). De soort komt voor in Colombia, Ecuador en Peru. De soort is de typesoort van het geslacht Otavaloa.